# یوخاری کرد محمودلو
یوخاری کرد محمودلو (به لاتین: Yuxarı Kürdmahmudlu) یک منطقه مسکونی در جمهوری آذربایجان است که در شهرستان فضولی واقع شده‌است. یوخاری کرد محمودلو ۱۲۶۹ نفر جمعیت دارد.